# Combien pour cet oiseau dans la vitrine ?
Combien pour cet oiseau dans la vitrine ? (France) ou Pigeon voyageur : Terminus' (Québec) (How Munched is That Birdie in the Window?) est le 7e épisode de la saison 22 de la série télévisée Les Simpson.

## Synopsis[1]
Un soir orageux à Springfield, alors que Ned Flanders tente de rassurer ses enfants terrifiés par la tempête, Homer essaie plutôt d’effrayer les siens avec une histoire d’horreur. Lorsque soudainement, il est interrompu par un projectile brisant la vitre de la chambre. De peur, Homer s’enfuit, tandis que les trois enfants se retrouvent avec un pigeon blessé à l’aile, allongé sur le sol. Après avoir appelé son propriétaire, et ce dernier refusant de reprendre son animal, Bart est contraint de garder la bête chez lui jusqu’à son rétablissement. Après quelques jours, le pigeon est de nouveau apte à voler et Bart tient à lui rendre sa liberté en forêt. Cependant, le jeune garçon change d’avis et décide de le garder. Devenant à présent son animal de compagnie, il lui trouve des utilités quotidiennes, comme d’en faire son messager personnel, mais envisage aussi de le faire voler en compétition, sauf si un imprévu devait arriver…

## Réception
Lors de sa première diffusion aux États-Unis, l'épisode a attiré 9,4 millions de téléspectateurs.